# Вьюны
Вьюны (лат. Misgurnus) — род пресноводных рыб отряда карпообразных (Cypriniformes). Обычная длина — 15—18 см, некоторые виды достигают 30 см. Вьюны имеют удлинённое тело, покрытое мелкой, но хорошо заметной чешуей. Рот окаймлён 10—12 усиками, хвостовой плавник закруглён. Подглазничный шип скрыт глубоко под кожей и не функционирует. У самцов в отличие от самок второй луч грудного плавника удлинён и утолщён, по бокам тела за спинным плавником имеется утолщение, образованное жировой тканью.

## Распространение
Вьюны обитают во внутренних водоёмах Европы, Южной и Восточной Азии. Половой диморфизм сильнее выражен у видов, обитающих в водоёмах Юго-Восточной Азии. К этому роду относится несколько видов, распространённых в Центральной и Восточной Европе, бассейне Амура, на Сахалине, в восточной части Монголии, Китае, Корее, Японии, на острове Хайнань, в бассейне Иравади, на Калимантане.
Вьюны выступают в роли модельных объектов в лабораторных исследованиях, а также активно используются в пищу населением Азии.

## Виды
В состав рода включают 8 видов:
- Misgurnus anguillicaudatus (Cantor, 1842) — Амурский вьюн[3]
- Misgurnus buphoensis
- Misgurnus fossilis — Обыкновенный вьюн
- Misgurnus mizolepis
- Misgurnus mohoity
- Misgurnus multimaculatus
- Misgurnus nikolskyi
- Misgurnus tonkinensis

## Образ жизни
Вьюн предпочитает тихую воду с тинистым дном. Обитает в медленно текущих речках и ручьях, тихих заводях больших рек, глухих протоках, заиленных прудах и озёрах. В засушливое время вьюн зарывается во влажную тину, остающуюся на дне высохших ручьёв и прудов, где пережидает засуху. Питается червяками, личинками насекомых, мелкими двустворчатыми моллюсками и даже илом, также питается икрой других пресноводных рыб, из-за этого большая популяция вьюнов может уничтожить другие виды рыб.